# Franz Michael Capesius
Franz Michael Capesius, magyaros írásmóddal Capesius Ferenc Mihály (Nagyszeben, 1807. augusztus 15. – Nagyszeben, 1850.) evangélikus lelkész.

## Élete
Samuel Capesius dolmányi lelkész fia volt. 1830-ban a bécsi protestáns teológiai intézetben tanult; 1833-ban nagyszebeni lector, 1838-ban prédikátor és 1843. március 30-ától 1848-ig bendorfi lelkész volt. 1848-ban a román népfölkelők elűzték lakóhelyéből és Nagyszebenbe menekült.

## Munkái
Isagoge historico-critica in evangelium Joannis. Cibinii, 1834.